# Crazy Girl Blue
Crazy Girl Blue è il sedicesimo album della pianista italiana Alessandra Celletti pubblicato nel 2011 dall'etichetta discografica Transparency.

## Descrizione
Crazy Girl Blue è definito dalla stessa Celletti un autoritratto musicale composto da 16 brani che miscelano gli stili punk, pop, classico e minimalista dai quali la musicista dichiara di essere  influenzata.
Crazy Girl Blue è stato presentato nel 2012 al palazzo del Quirinale per il ciclo I concerti del Quirinale in diretta su Rai Radio3.

## Tracce
Musiche di Alessandra Celletti.
1. Crazy Girl Blue – 3:10
2. Le jour dans la nuit – 3:23
3. L'ange de la vie – 3:00
4. All Things Shining – 3:14
5. Tra una Stella e l'altra – 3:14
6. Dalle tue Ciglia – 3:05
7. La Rosa ha ucciso l'Orchidea Bianca – 2:20
8. Le vrai nom du vent – 4:32
9. Un reve que j'ai oubli – 2:48
10. Five o'Clock – 2:39
11. Les Enfants du Roi – 2:07
12. Come se un valzer ballassi col pensiero – 2:41
13. Green and Blue sur les wings – 2:03
14. Le voleur de l'ombre – 3:08
15. Crystal Visions – 5:07